# Myotis brandtii
Myotis brandtii es una especie de murciélago de la familia Vespertilionidae.

## Distribución geográfica
Se encuentra en  Albania, Austria, Bélgica, Bulgaria República Checa, Dinamarca, Francia, Alemania, Grecia Hungría, Italia Kazajistán, Letonia Liechtenstein Luxemburgo Mongolia, Países Bajos Polonia Rumania, Rusia, Eslovaquia, España, Suecia, Suiza, Turquía y Reino Unido.